# Highlands (Teksas)
Highlands – jednostka osadnicza w Stanach Zjednoczonych, w stanie Teksas, w hrabstwie Harris.